# Sergej Dotsenko
Sergej Dotsenko, född 27 juli 1979 i Simferopol i Ukrainska SSR i dåvarande Sovjetunionen, är en före detta ukrainsk boxare som tog OS-silver i welterviktsboxning 2000 i Sydney. Året därpå övergick han till en professionell karriär, som han avslutade samma år efter tre segrar i tre matcher. Han är numera rysk medborgare.